# Сабынколь
Сабынколь — озеро в районе Беимбета Майлина (бывший Тарановский район) Костанайской области Казахстана. Находится в 13 км к северо-востоку от посёлка Жамбасколь.
По данным топографической съёмки 1959 года, площадь поверхности озера составляет 5,37 км². Наибольшая длина озера — 3,5 км, наибольшая ширина — 2,2 км. Длина береговой линии составляет 9,9 км, развитие береговой линии — 1,19. Озеро расположено на высоте 191,6 м над уровнем моря.